# Selección de fútbol de Comunidad Armenia Argentina
La Selección de fútbol de la Comunidad Armenia Argentina es el equipo que representa a la Diáspora Armenia en Argentina. 
El equipo no está afiliado a la FIFA o a la Conmebol, y por lo tanto no puede competir en los torneos que estos organizan.
Sin embargo, desde 2014 el equipo es miembro del Consejo Sudamericano de Nuevas Federaciones. Comunidad Armenia Argentina conquistó por dos veces la Copa CSANF.
Desde julio de 2020 el equipo es miembro de la WUFA, y desde noviembre de 2021 el equipo también es miembro de ConIFA.

## Estadísticas

### Copa CSANF
| Año   | Ronda        | Posición     | PJ           | PG           | PE           | PP           | GF           | GC           |
| ----- | ------------ | ------------ | ------------ | ------------ | ------------ | ------------ | ------------ | ------------ |
| 2011  | No participó | No participó | No participó | No participó | No participó | No participó | No participó | No participó |
| 2014  | Campeón      | 1°           | 1            | 1            | 0            | 0            | 8            | 3            |
| 2017  | Campeón      | 1º           | 1            | 1            | 0            | 0            | 10           | 0            |
| Total | 2/3          | 1°           | 2            | 2            | 0            | 0            | 18           | 3            |